# Takamitsu Yoshino
Takamitsu Yoshino (吉野 峻光 Yoshino Takamitsu?), född 24 april 1989 i Kyoto prefektur, är en japansk fotbollsspelare.
Yoshino började sin karriär 2012 i Cerezo Osaka. Han spelade 24 ligamatcher för klubben. 2016 flyttade han till Ventforet Kofu.